# De Borgmolen
De Borgmolen is een poldermolen op het eiland De Burd bij het Friese dorp Grouw, dat ligt in de Nederlandse gemeente Leeuwarden.

## Beschrijving
De Borgmolen werd in 1895 gebouwd ter bemaling van de voormalige polder De Nije Borgkrite. Vanaf 1954 was hij niet meer maalvaardig. Als gevolg van het dempen van de boezemsloot kwam de molen steeds schever te staan en kwam het voortbestaan ervan in gevaar. In 2008 werd de molen in opdracht van de gemeente Boornsterhem, die de molen in eigendom heeft, gerestaureerd. Met die restauratie is de molen ongeveer een halve kilometer verplaatst. De molen is sindsdien weer maalvaardig.